# Pseudodaphnella excellens
Pseudodaphnella excellens é uma espécie de gastrópode do gênero Pseudodaphnella, pertencente a família Raphitomidae.